# Dog Tags (film)
Pour les articles homonymes, voir Dog Tags.
Pour plus de détails, voir Fiche technique et Distribution.
Dog Tags est un film américain réalisé par Damion Dietz, sorti en 2008.

## Synopsis
Nate Merritt a des problèmes de couple avec sa fiancée et décide de s'engager dans l'armée. Il croise alors Andy Forte, un homosexuel assumé.

## Fiche technique
- Titre : Dog Tags
- Réalisation : Damion Dietz
- Scénario : Damion Dietz
- Musique : Jeffery Alan Jones
- Photographie : Terence Pratt
- Montage : Denise Howard
- Production : Damion Dietz et Stephanie Kirchen
- Société de production : New Media Entertainment
- Pays :  États-Unis
- Genre : Drame et romance
- Durée : 90 minutes
- Dates de sortie : 
  -  États-Unis : 8 août 2008 (New York)

## Distribution
- Paul Preiss : Nate Merritt
- Bart Fletcher : Andy Forte
- Amy Lindsay : Trish Huddle
- Candy Clark : Deb Merritt
- Hoyt Richards : Gene
- Robert Martin III : le rectruteur
- Chris Carlisle : Chris
- Willam Belli : Alan
- Barry Ratcliffe : oncle Sam
- Stephan D. Gill : Justin
- Marcus Morales : Travis
- Diane Davisson : Louise Forte
- Keythe Farley : Mark Dessau

## Développement
Le réalisateur a eu l'idée du film en discutant avec un soldat.

## Accueil
Cameron McGaughy pour DVD Talk estime que le film a un ton « irréaliste mais poétique ».